# Lovro Zvonarek
Lovro Zvonarek (Čakovec, 8 de mayo de 2005) es un futbolista croata que juega de centrocampista en el Grasshoppers de la Superliga de Suiza.

## Trayectoria
Zvonarek entró a las inferiores del Slaven Belupo en 2016 a los once años de edad. Debutó con el primer equipo el 12 de mayo de 2021 en la derrota por 2-0 ante el HNK Rijeka por la Prva HNL. En su segundo encuentro de la temporada, el 22 de mayo, anotó el gol de la victoria por 1-0 al NK Varaždin: con 16 años y 14 días, obtuvo el récord de ser el jugador más joven en anotar un gol en la primera división croata, superando la anterior marca de Alen Halilović.
El 10 de septiembre de 2021 fichó en el Bayern de Múnich de Alemania por €1 800 000. A su llegada, fue enviado al segundo equipo.

## Selección nacional
Es internacional juvenil por Croacia.

## Estadísticas

### Clubes
Actualizado al último partido disputado el 20 de abril de 2025.
| Club                           | Div.          | Temporada     | Liga  | Liga  | Copas nacionales | Copas nacionales | Copas internacionales | Copas internacionales | Total | Total |
| Club                           | Div.          | Temporada     | Part. | Goles | Part.            | Goles            | Part.                 | Goles                 | Part. | Goles |
| ------------------------------ | ------------- | ------------- | ----- | ----- | ---------------- | ---------------- | --------------------- | --------------------- | ----- | ----- |
| Slaven Belupo · Croacia        | 1.ª           | 2020-21       | 2     | 1     | 0                | 0                | —                     | —                     | 2     | 1     |
| Slaven Belupo · Croacia        | 1.ª           | 2021-22       | 20    | 3     | 0                | 0                | —                     | —                     | 20    | 3     |
| Slaven Belupo · Croacia        | Total club    | Total club    | 22    | 4     | 0                | 0                | 0                     | 0                     | 22    | 4     |
| Bayern de Múnich II · Alemania | 4.ª           | 2022-23       | 17    | 4     | —                | —                | —                     | —                     | 17    | 4     |
| Bayern de Múnich II · Alemania | 4.ª           | 2023-24       | 22    | 8     | —                | —                | —                     | —                     | 22    | 8     |
| Bayern de Múnich II · Alemania | Total club    | Total club    | 39    | 12    | 0                | 0                | 0                     | 0                     | 39    | 12    |
| Bayern de Múnich · Alemania    | 1.ª           | 2023-24       | 5     | 1     | 0                | 0                | 0                     | 0                     | 5     | 1     |
| Bayern de Múnich · Alemania    | Total club    | Total club    | 5     | 1     | 0                | 0                | 0                     | 0                     | 5     | 1     |
| SK Sturm Graz · Austria        | 1.ª           | 2024-25       | 13    | 1     | 3                | 1                | 6                     | 0                     | 22    | 2     |
| SK Sturm Graz · Austria        | Total club    | Total club    | 13    | 1     | 3                | 1                | 6                     | 0                     | 22    | 2     |
| Grasshoppers Suiza             | 1.ª           | 2025-26       | 0     | 0     | 0                | 0                | ―                     | ―                     | 0     | 0     |
| Grasshoppers Suiza             | Total club    | Total club    | 0     | 0     | 0                | 0                | 0                     | 0                     | 0     | 0     |
| Total carrera                  | Total carrera | Total carrera | 79    | 18    | 3                | 1                | 6                     | 0                     | 88    | 19    |
| 1. 2.                          |               |               |       |       |                  |                  |                       |                       |       |       |

## Palmarés

### Títulos nacionales
| Título     | Club          | País    | Año  |
| ---------- | ------------- | ------- | ---- |
| Bundesliga | SK Sturm Graz | Austria | 2025 |